# Come By Chance
Come By Chance es un pueblo canadiense situado en la provincia de Terranova y Labrador.

## Superficie
Come By Chance tiene una superficie de 39,55 km².

## Demografía
En 2021, tenía 208 habitantes, una densidad poblacional de 5,3 hab./km², y 108 viviendas.